# Строкатий серпокрилець
Строкатий серпокрилець (Aeronautes) — рід серпокрильцеподібних птахів родини серпокрильцевих (Apodidae). Представники цього роду мешкають в Америці.

## Види
Виділяють три види:
- Серпокрилець білогорлий (Aeronautes saxatalis)
- Серпокрилець гірський (Aeronautes montivagus)
- Серпокрилець андійський (Aeronautes andecolus)

## Етимологія
Наукова назва роду Aeronautes походить від сполучення слів дав.-гр. αερος — повітря і ναυτης — моряк.